# GCSH
GCSH (англ. Glycine cleavage system protein H) – білок, який кодується однойменним геном, розташованим у людей на короткому плечі 16-ї хромосоми. Довжина поліпептидного ланцюга білка становить 173 амінокислот, а молекулярна маса — 18 885.
| 10         |  | 20         |  | 30         |  | 40         |  | 50         |
| ---------- |  | ---------- |  | ---------- |  | ---------- |  | ---------- |
| MALRVVRSVR |  | ALLCTLRAVP |  | SPAAPCPPRP |  | WQLGVGAVRT |  | LRTGPALLSV |
| RKFTEKHEWV |  | TTENGIGTVG |  | ISNFAQEALG |  | DVVYCSLPEV |  | GTKLNKQDEF |
| GALESVKAAS |  | ELYSPLSGEV |  | TEINEALAEN |  | PGLVNKSCYE |  | DGWLIKMTLS |
| NPSELDELMS |  | EEAYEKYIKS |  | IEE        |  |            |  |            |

A: Аланін

C: Цистеїн

D: Аспарагінова кислота

E: Глутамінова кислота

F: Фенілаланін

G: Гліцин

H: Гістидин

I: Ізолейцин

K: Лізин

L: Лейцин

M: Метіонін

N: Аспарагін

P: Пролін

Q: Глутамін

R: Аргінін

S: Серин

T: Треонін

V: Валін

W: Триптофан

Локалізований у мітохондрії.